# 23008 Rebeccajohns
23008 Rebeccajohns è un asteroide della fascia principale. Scoperto nel 1999, presenta un'orbita caratterizzata da un semiasse maggiore pari a 2,9780939 UA e da un'eccentricità di 0,0686112, inclinata di 2,32125° rispetto all'eclittica.